# 基塞湖

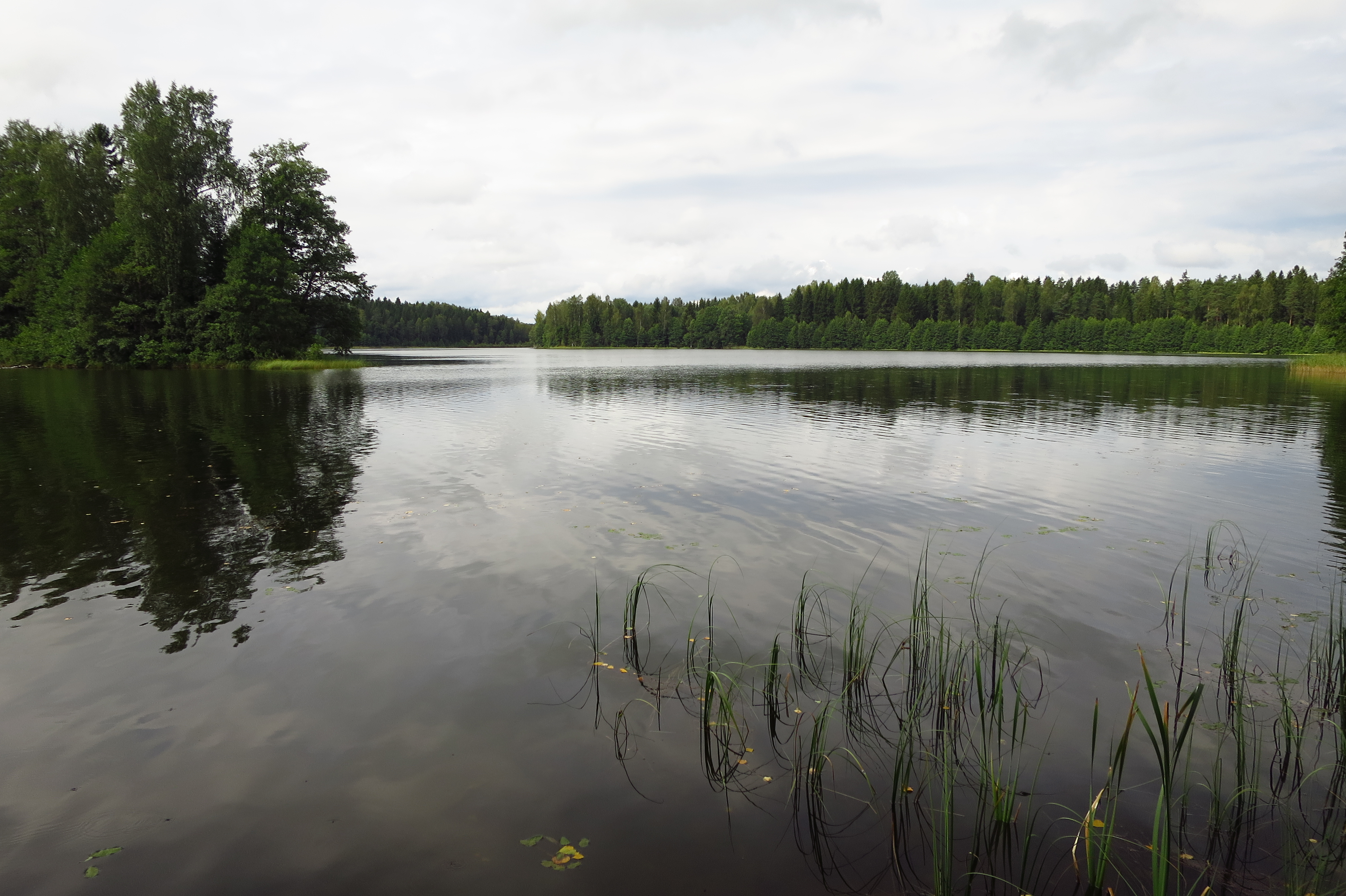

基塞湖是愛沙尼亞的湖泊，由沃魯縣負責管轄，海拔高度183米，長1.42公里、寬0.7公里，面積0.49平方公里，平均水深2.9米，最大水深5.1米，該湖有8種水生植物。